# 문의초등학교 도원분교
문의초등학교 도원분교는 대한민국 충청북도 청주시 상당구 문의면 두모리에 있는 공립 초등학교이다.

## 연혁
연혁은 다음과 같다.
- 1941년 7월 1일 : 도원간이학교 개교
- 1944년 3월 31일 : 도원공립국민학교로 승격
- 1996년 3월 1일 : 도원초등학교로 개칭
- 1999년 9월 1일 : 문의초등학교 도원분교로 개편